# Spring Valley Village
Spring Valley Village är en ort i Harris County i Texas. Vid 2010 års folkräkning hade Spring Valley Village 3 715 invånare.